# Старий Свінесундський міст
Старий Свінесундський міст (норв. Gamle Svinesundsbrua, швед. Gamla Svinesundsbron) — міст через затоку Свінесунд на кордоні Швеції і Норвегії.

## Історія моста
До будівництва моста транспортне сполучення через затоку Свінесунд забезпечувала поромна переправа. У 1938 році парламенти Швеції та Норвегії прийняли рішення про будівництво автодорожнього мосту. Розташування моста вибрано за 50 м на схід від поромної пристані.
Міст відкрили 15 червня 1946 року король Норвегії Гокон VII і принц-наступник Швеції Густав Адольф з принцесою Луїзою. На церемонії відкриття були присутні близько 15 000 осіб. На норвезькому березі встановлено пам'ятний знак, на якому розписалися король Норвегії Гокон VII і наслідний принц-наступник Швеції Густав Адольф.

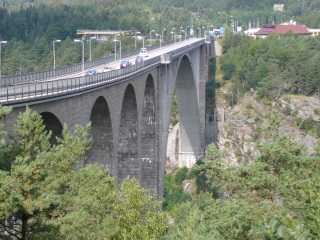

Як прикордонний перехід між Швецією і Норвегією, міст пропускав за добу до 25 тис. автомобілів.
У 2005 році був побудований новий міст, який узяв на себе основний потік автомобілів, що їдуть по шосе E6. Для автомашин масою понад 3,5 тонни проїзд по мосту заборонено.
31 серпня 2005 року Старий Свінесундський міст оголошено пам'яткою культурної спадщини Норвегії та Швеції.
У 2006—2008 роках проведено ремонт мосту, в ході якого замінено поруччя та бар'єрні огородження, покриття проїзної частини і тротуарів, встановлено нове освітлення. Роботи вартістю 35 млн норвезьких крон фінансували Дорожні адміністрації Швеції та Норвегії.
Проїзд мостом платний. Для зручності туристів на шведському березі влаштовано платформу для огляду моста.
Від 2000 року норвезька компанія Midnight Sun Bungee Team безрезультатно намагається отримати дозвіл на банджі-джампінг з мосту.

## Будівництво моста
1 квітня 1939 року почалися буропідривні роботи для спорудження опор моста. Коли Німеччина вдерлася до Норвегії у квітні 1940 року, будівельні роботи на деякий час припинили. Потім будівництво мосту відновилося. Планувалося відкрити міст для руху в 1942 році. 6 липня 1942 року за нез'ясованих причин стався сильний вибух, який серйозно пошкодив міст. Донині неясно, чи був це нещасний випадок, чи диверсія. На три роки будівництво призупинилось. У 1945 році роботи відновлено.
Для будівництва проміжних опор використовували баштові крани (висота опор більше ніж 50 метрів). Аркові прогонові споруди зводилися за допомогою дерев'яних кружал. Для бетонування центрального прольоту моста споруджено аркові розпірні кружала, що спираються на опори мосту. Всього для виготовлення кружал використано близько 14 000 м3 деревини.

## Конструкція
Міст арковий, має 7 прольотів. Бічні прольоти і опори моста виконано з граніту, центральний проліт — з залізобетону. Повна довжина моста становить 420 м. Центральний проліт має довжину 165 м. Висота моста над рівнем води становить 58 м. На мості дві смуги руху і два пішохідних тротуари.